# Snarki
Snarki (prononciation : [ˈsnarki]) est un village polonais de la gmina de Gielniów dans le powiat de Przysucha de la voïvodie de Mazovie dans le centre-est de la Pologne.
Il se situe à environ 13 kilomètres à l'ouest de Przysucha (siège de le powiat) et à 100 kilomètres au sud-ouest de Varsovie (capitale de la Pologne).
Le village compte approximativement une population de 330 habitants.

## Histoire
De 1975 à 1998, le village appartenait administrativement à la voïvodie de Radom.